# Expédition de Khalid ibn al-Walid (Nakhla)
Pour les articles homonymes, voir Expédition de Khalid ibn al-Walid.
Expédition de Khalid ibn al-Walid  à Nakhla se déroula en janvier 630 AD, 8AH, dans le 9e mois du Calendrier Islamique.
Khalid ibn al-Walid fut envoyé pour détruire la Déesse al-Uzza qui était vénérée par les polythéistes; il le fit avec réussite ,, et tua aussi une femme, que Mahomet considérait comme la vraie al-Uzza.